# Bob Montgomery
Bob Montgomery (ur. 10 lutego 1919 w Sumter w stanie Karolina Południowa, zm. 25 sierpnia 1998 w Filadelfii) – amerykański bokser, zawodowy mistrz świata kategorii lekkiej.
Rozpoczął karierę boksera zawodowego w 1938. Wygrał pierwszych 14 walk, a po zremisowaniu kolejnej zwyciężył w następnych ośmiu. Pierwszej porażki doznał w 1939. Od 1940 mierzył się ze znanymi przeciwnikami. W tym roku został pokonany przez Lewa Jenkinsa i Sammy'ego Angotta. W 1941 zrewanżował się Jenkinsowi, a także pokonał m.in. Sluggera White'a i Daveya Daya. W 1942 dwukrotnie przegrał z Angottem.
21 maja 1943 w Nowym Jorku zmierzył się z Beau Jackiem w walce o tytuł mistrza świata wagi lekkiej uznawanego przez NYSAC. Była to pierwsza z czterech walk między tymi pięściarzami, które wszystkie toczyły się w Madison Square Garden. Montgomery wygrał na punkty i odebrał Jackowi tytuł mistrza. Później wygrał w towarzyskich walkach z Fritziem Zivicem i Peteyem Scalzo, a 19 listopada uległ w rewanżu Beau Jackowi, który odzyskał mistrzostwo.
25 stycznia 1944 w Filadelfii znokautował w 12. rundzie przyszłego mistrza świata Ike'a Williamsa, a w następnej walce 18 lutego w Madison Square Garden został niespodziewanie znokautowany w 1. rundzie przez Ala "Bummy" Davisa. W kolejnej walce 3 marca odzyskał mistrzostwo świata według NYSAC po wygranej na punkty z Beau Jackiem. 4 sierpnia 1944 zmierzył się w swym czwartym pojedynku z tym bokserem. Tytuł mistrza świata nie był stawką tej walki. Bilety mogli kupić tylko posiadacze obligacji wojennych wypuszczonych przez rząd USA. Jack i Montgomery, którzy służyli wówczas w armii, odmówili wynagrodzenia za tę walkę. Beau Jack wygrał na punkty po 10. rundach.
15 lutego 1946 Montgomery pokonał w walce towarzyskiej Leo Rodaka, a 28 czerwca w Nowym Jorku obronił tytuł po wygranej z Alliem Stoltzem przez nokaut w 13. rundzie. 19 sierpnia tego roku został znokautowany w 2. rundzie w walce towarzyskiej przez Wesleya Mouzona, ale zrewanżował mu się w walce o mistrzostwo 26 listopada 1946 w Filadelfii, nokautując go w 8. rundzie.
4 sierpnia 1947 w Filadelfii zmierzył się ponownie z Ike'em Williamsem, który był wówczas mistrzem świata wagi lekkiej organizacji NBA. Stawką był zunifikowany tytuł mistrza świata. Williams wygrał przez techniczny nokaut w 6. rundzie. Po tej walce Montgomery walczył jeszcze dwa razy w 1947 i cztery razy w 1950, wszystkie walki przegrywając.
Później był promotorem bokserskim w Filadelfii.
Został wybrany w 1995 do Międzynarodowej Bokserskiej Galerii Sławy. Zmarł trzy lata później w Filadelfii.